# Kilmacthomas
Kilmacthomas oder Kilmactomas (irisch Coill Mhic Thomáisín) ist eine Stadt im County Waterford im Südosten der  Republik Irland.

## Geographie
Die Stadt liegt am Fluss Mahon. Sie befindet sich auf halbem Weg zwischen Waterford und Dungarvan. Im Westen der Stadt liegen die Comeragh Mountains und im Süden das Küstendorf Bunmahon.

## Sehenswürdigkeiten
Der Waterford Greenway, ein 45 Kilometer langer Radweg auf einer ehemaligen Eisenbahnstrecke, verläuft durch die Stadt.
Die Mahon Falls (irisch Eas na Machan), ein 80 Meter hoher Wasserfall, befinden sich westlich der Stadt in den Comeragh Mountains.

## Verkehr
Kilmacthomas liegt auf der Nationalstraße N25.
Buslinie 40 von Bus Éireann bietet Verbindungen nach Waterford, Dungarvan und Cork.